# Samsung Galaxy Note 5
Samsung Galaxy Note5 — смартфон компании Samsung, анонсированный 13 августа 2015 года. Является пятым по счёту смартфоном в линейке Galaxy Note. Работает на операционной системе Android 7.0 nougat.

## История
Galaxy Note5 был представлен 13 августа 2015 года вместе с Galaxy S6 Edge+ в ходе презентации Galaxy Unpacked 2015. Продажи нового флагмана начались 20 августа 2015 года. Продажи смартфона в России начались 16 октября 2015 года.

## Отличия от предшественника
Galaxy Note5 отличается от предшественника в первую очередь изменённым дизайном задней панели, она теперь выполнена из стекла и похожа на аналогичную в Galaxy S6. Также изменению подвергся и стилус S-Pen, получивший новую форму. Новый флагман на 2 мм уже и на 0,9 мм тоньше своего предшественника. Сканер отпечатка пальцев увеличился в размере, что повышает точность распознавания.

## Технические характеристики

### Аппаратное обеспечение
В качестве основного процессора выступает Exynos 7422 производства Samsung.
Galaxy Note5 поставляется с 32 или 64 Гб памяти без возможности расширения картой памяти
Экран выполнен по технологии SuperAMOLED с диагональю 5,7 дюйма и плотностью пикселей 518ppi при разрешении 2560х1440 пикселей
Фронтальная камера имеет разрешение 5 Мп, а основная 16 Мп с автофокусом и возможностью съёмки 4К видео.

### Программное обеспечение
В качестве операционной системы выступает Android Nougat с оболочкой Samsung experience. 
При извлечении стилуса S-Pen возможна активация таких функций как Action Memo или Air Command.
Сканер отпечатка пальцев, расположенный под экраном может выполнять такие функции как: авторизация в приложениях и веб-сервисах, разблокировка устройства, а также для совершения платежей с помощью Samsung Pay.

## Доступные варианты
Galaxy Note5 поставляется в сине-чёрном, белом, серебристом и золотом цвете, позже в палитру был добавлен новый розовый цвет.
Объём встроенной памяти может быть 32 или 64 Гб и также появилась версия winter edition со 128Гб памяти.

## Проблемы
В связи с изменившейся формой стилуса S Pen и новой возможности извлечения стилуса по нажатию, пользователи столкнулись с проблемой, при которой если вставить стилус не тем концом, то он застревал в корпусе и вытащить его без разбора смартфона не представляется возможным. В дальнейшем эта проблема была исправлена.